# Okkenbroek
Okkenbroek ist ein Dorf in der Gemeinde Deventer in der niederländischen Provinz Overijssel nördlich der Stadt Deventer. Das Dorf liegt zwischen den Dörfern Lettele und Nieuw Heeten. Bis zur kommunalen Neuordnung 1999 gehörte Okkenbroek zur Gemeinde Diepenveen. Okkenbroek hat etwa 315 Einwohner. Westlich von Okkenbroek liegen die Wälder des Anwesens Het Oostermaat, das von der Stichting IJssellandschap verwaltet wird, sowie der monumentale Bauernhof De Grote Brander.

## Geschichte
Im Mittelalter war Okkenbroek einer der acht Stadtteile, die zusammen die Goijermarke bildeten. Es befand sich im Gerichtsvollzieher Colmschate. Das sumpfige Gebiet entlang des Soestweterings westlich des Sallandse Heuvelrug bestand über Jahrhunderte hauptsächlich aus unbebautem Land. Eisen wurde abgebaut und an die Eisengießerei in Deventer verkauft. Die ursprüngliche mittelalterliche Siedlung, bestehend aus verstreuten Höfen, liegt südwestlich des heutigen Dorfkerns.
Der pensionierte Offizier der Husaren Adam IJssel de Schepper (1812–1890), aus der Deventer Regentenfamilie De Schepper, sah Perspektiven in der Gegend und erwarb Gebiete durch den Austausch von anderen Gebieten entlang des Oerdijk, der Straße nach Deventer. Er ließ eine Mühle und eine Schmiede bauen. 1863 stellte er das Startkapital für den Bau einer reformierten Kirche zur Verfügung. Durch Rekultivierung wurde viel Brachland urbar gemacht. Durch die Aktivität entstand in der Nachbarschaft ein vollwertiges Dorf mit einer Grundschule, zwei Bäckern und anderen Ladenbesitzern. Die Kirche wurde erst 1904 fertiggestellt und 2003 restauriert. Auch Protestanten aus Lettele gehen hier zur Kirche. Die Katholiken von Okkenbroek hingegen gehen in Lettele zur Kirche. Okkenbroek hat seit 2006 ein Kulturhaus, welches von Prinzessin Margriet eröffnet wurde.